# Punta Irving
La Punta Irving es una punta que forma el extremo oriental de la isla Visokoi en el archipiélago Marqués de Traverse en las islas Sandwich del Sur. La Dirección de Sistemas de Información Geográfica de la provincia de Tierra del Fuego cita la punta en las coordenadas 56°42′00″S 27°03′46″O / -56.70000, -27.06278.
Fue descubierta en 1819 por una expedición rusa bajo Fabian Gottlieb von Bellingshausen, junto con el resto de la isla. Fue nombrado Punta Pingüino, a causa de una colonia de pingüinos que hay, pero los miembros de la Segunda Expedición Discovery después de visitar la isla en 1930, cambiaron el nombre porque ya estaba en uso para otras características. Su nombre en idioma inglés, Irving Point, fue recomendado por el Comité Antártico de Lugares Geográficos del Reino Unido en 1953 y se debe al capitán de corbeta John J. Irving, de la Marina Real Británica, que hizo los bocetos de las Islas Sandwich del Sur en 1930 tras la expedición. Cerca de aquí se encuentra el Cerro Shamrock.
La isla nunca fue habitada ni ocupada, y es reclamada por el Reino Unido como parte del territorio británico de ultramar de las Islas Georgias del Sur y Sandwich del Sur y por la República Argentina, que la hace parte del departamento Islas del Atlántico Sur dentro de la provincia de Tierra del Fuego, Antártida e Islas del Atlántico Sur.